# مارتن لودلو
مارتن لودلو (بالإنجليزية: Martin Ludlow)‏ هو نقابي أمريكي، ولد في 1964.